# Östra civilområdet
Östra civilområdet (Civo Ö) är ett svenskt civilområde inom totalförsvaret som verkade åren 1951–1991 och återigen från sista kvartalet 2022 och har sin huvudort i Stockholm.

## Historik
Civilområdena tillkom den 1 juli 1951 och omfattande i stort sett samma geografiska område som de dåvarande militärområdena. År 1966 samordnades militärområdena och civilområdena till sex områden med gemensamma gränser och namn, med syfte att skapa en starkare operativ ledning och underlätta samordningen inom totalförsvaret. För Fjärde civilområdet innebar det att Fjärde civilområdet namnändrades till Östra civilområdet för att geografiskt spegla Östra militärområdet. År 1991 sammanslogs Östra civilområdet med Bergslagens civilområde till Mellersta civilområdet med huvudort i Örebro, det som en följd av att följa militärområdesindelningen där Östra militärområdet sammanslogs med Bergslagens militärområde och bildade Mellersta militärområdet. Som en följd av försvarsbeslutet 2000 upplöstes och avvecklades samtliga civil- och militärområden, där civilområdena avvecklades den 31 december 2000.
För att stärka och kraftsamla totalförsvaret beslutade regeringen Andersson om att på högre regional nivå dela in landets 21 länsstyrelser i sex civilområden. Varje civilområde skulle bestå av två till sju länsstyrelser och ledas av en av regeringen utsedd länsstyrelse, där landshövdingen kom att benämnas civilområdeschef. Regeringen utsåg länsstyrelserna i Norrbotten, Skåne, Stockholm, Västra Götaland, Örebro, Östergötlands län som civilområdesansvariga för respektive civilområde. Civilområdena fick i uppgift att samordna det civila försvaret i en enhetlig inriktning. I samarbete med Försvarsmakten ska de också arbeta för att totalförsvaret inom civilområdet får en enhetlig inriktning. Den nya myndighetsstrukturen trädde i kraft den 1 oktober 2022.
I samband med inrättandet av de sex civilområdena tog Försvarsmakten ett interimsbeslut. Det i väntan på Försvarsmakten den 1 november 2022 skulle lämna en redovisning till regeringen avseende anpassning av den militära regionala ledningen till den civila. Försvarsmaktens interimslösning innebar att Försvarsmakten bibehöll sin indelning med fyra militärregioner och Gotlands regemente, där Mellersta militärregionen fick samverkansansvar med Östra civilområdet.

## Organisation
Åren 1951–1991 omfattades civilområdet av Stockholms, Uppsala, Södermanlands, Östergötlands, Gotlands och Västmanlands län. Från 1966 till kom Gotlands län. I samband med att Östra civilregionen återetablerades den 1 oktober 2022, som en av sex civilregioner i Sverige, omfattar civilområdet Gotlands län och Stockholms län. 

## Civilområdeschef
Åren 1951–1991 benämndes chefen som civilbefälhavaren. Åren 1951–1967 var civilbefälhavaren tillika landshövding för Stockholms län, åren 1968–1980 landshövding för Uppsala län och åren 1980–1991 landshövding för Södermanlands län. Från 2022 leds civilområdet av Länsstyrelsen Stockholm, där dess landshövdingen är tillika chef för civilområdet och benämnas civilområdeschef. 
- 1951–1958: Bo Hammarskjöld[6]
- 1959–1967: Erik Westerlind[7]
- 1968–1980: Ragnar Edenman[8]
- 1980–1991: Bengt Gustavsson[9]
- 1991–2021: Ej aktivt
- 2022–idag: Sven-Erik Österberg